# Brussels Open
Il Brussels Open, conosciuto anche come Open de Bruxelles, è stato un torneo femminile di tennis che si giocava a Bruxelles in Belgio su campi in terra rossa. Il Brussels Open è stato disputato per la prima volta nel 2011 al Royal Primerose Tennis Club e faceva parte della categoria Premier.
Dal 2014 avrebbe dovuto fare parte della categoria International, ma è stato infine soppresso.

## Albo d'oro

### Singolare
| Anno | Campionessa         | Finalista    | Punteggio     |
| ---- | ------------------- | ------------ | ------------- |
| 2011 | Caroline Wozniacki  | Peng Shuai   | 2–6, 6–3, 6–3 |
| 2012 | Agnieszka Radwańska | Simona Halep | 7–5, 6–0      |
| 2013 | Kaia Kanepi         | Peng Shuai   | 6–2, 7–5      |

### Doppio
| Anno | Campionesse                         | Finaliste                            | Punteggio        |
| ---- | ----------------------------------- | ------------------------------------ | ---------------- |
| 2011 | Andrea Hlaváčková Galina Voskoboeva | Klaudia Jans-Ignacik Alicja Rosolska | 3–6, 6–0, [10–5] |
| 2012 | Bethanie Mattek-Sands Sania Mirza   | Alicja Rosolska Zheng Jie            | 6–3, 6–2         |
| 2013 | Anna-Lena Grönefeld Květa Peschke   | Gabriela Dabrowski Shahar Peer       | 6–0, 6–3         |